# 3 Watch It Go
3 Watch It Go es el tercer vídeo de casa de la banda de heavy metal Pantera. Salió en VHS a través de Elektra Records el 11 de noviembre de 1997. El video caracteriza material de la banda e incluye videoclips como «Planet Caravan», «I'm Broken»y «5 Minutes Alone» del álbum de estudio Far Beyond Driven (1994), y para «Drag the Waters» de The Great Southern Trendkill (1996). Ganarón un 1997 Metal Edge Lectores' Premio para el mejor video de cassetete
3 Watch It Go se relanzó por DVD, junto con los dos anteriores vídeos de la banda (Cowboys from Hell: The Videos y Vulgar Video), en la forma de 3 Vulgar Videos from Hell.

## Listado de pista
1. «I'm Broken»
2. «5 Minutes Alone»
3. «Drag The Waters»
4. «Planet Caravan»